# Space Hippie
Space Hippie (в переводе с англ. — «космический хиппи») — это линейка кроссовок Nike, изготовленных из переработанных материалов.

## Описание
Кроссовки Nike Space Hippie и их упаковка сделаны из заводских отходов "rPoly" - смеси из переработанных бутылок из под воды, футболок и пряжи. Их стелька сделана из поролоновых отходов и резины, которую Nike использовала при перепроектировании футбольного поля Средней школы Майами. Их дизайн вдохновлён лунными ботинками, основанных на крупных, переработанных крапчатых подошвах из пены. Верхний трикотаж Space Hippie имеет земляные тона, в то время как другие части обуви имеют ярко-оранжевые акценты.
Эта коллекция насчитывает четыре вида кроссовок, от «Space Hippie 1» до «Space Hippie 4». «Space Hippie 3» - это футуристичный хай-топ с открытой шнуровкой "FlyEase", которая позволяет владельцам регулировать посадку, натягивая специальные ремни, а не завязывая шнуровку. «Space Hippie 4» предназначены для женщин и имеют светло-серую подошву, в то время как остальные кроссовки имеют светло-голубую.

## Производство
Кроссовки были разработаны для вторичного использования отходов, но в пределах эстетики бренда. В Nike заявили, что кроссовки имеют самый низкий углеродный след.
Эти кроссовки были анонсированы компанией Nike в феврале 2020 года. Первоначально первая партия этих кроссовок была выпущена в апреле того же года, но их продажа была отложена из-за пандемии COVID-19 и поэтому их продажа началась в июне 2020 года.